# Salamanca (Messico)
Salamanca è una città del Messico, situata nello stato federato di Guanajuato, capoluogo dell'omonima municipalità, che conta 260.732 abitanti (2010) e ha un'estensione di 756,54 km².

## Storia
Durante il periodo preispanico era situato qui l'insediamento otomi di Xidoo. Dopo l'arrivo degli spagnoli, furono i fratelli Juan e Sancho Barahoma, proprietari di una hacienda a dare al luogo il nome di Salamanca. Data della fondazione ufficiale sembra essere l'anno 1603. Nel corso dei secoli XVII e XVIII si sviluppò una frenetica attività edilizia.
Come tutte le città nel cuore del Messico, anche Salamanca fu coinvolta nella guerra di indipendenza messicana tra il 1810 e il 1821. Le lotte rivoluzionarie avvenute nel XX secolo e la epidemie che seguirono non contribuirono certo al progresso di questa regione. Comunque il grande sviluppo economico industriale del paese degli ultimi quarant'anni ha coinvolto anche Salamanca.
Dal 19 maggio 2011 Salamanca con Irapuato forma l'Área Metropolitana de Irapuato - Salamanca, che insieme contano 789.548 abitanti.

## Clima
La temperatura media è di 22°C. Il mese più caldo è maggio, con 32 °C, e il più freddo gennaio, con 6 °C. La piovosità media è di 722 millimetri all'anno. Il mese più piovoso è luglio, con 185 millimetri di pioggia, dicembre è il più secco, con meno di 1 millimetro.
| Dati climatici di Salamanca, Guanajuato (1991-2020) | Dati climatici di Salamanca, Guanajuato (1991-2020) | Dati climatici di Salamanca, Guanajuato (1991-2020) | Dati climatici di Salamanca, Guanajuato (1991-2020) | Dati climatici di Salamanca, Guanajuato (1991-2020) | Dati climatici di Salamanca, Guanajuato (1991-2020) | Dati climatici di Salamanca, Guanajuato (1991-2020) | Dati climatici di Salamanca, Guanajuato (1991-2020) | Dati climatici di Salamanca, Guanajuato (1991-2020) | Dati climatici di Salamanca, Guanajuato (1991-2020) | Dati climatici di Salamanca, Guanajuato (1991-2020) | Dati climatici di Salamanca, Guanajuato (1991-2020) | Dati climatici di Salamanca, Guanajuato (1991-2020) | Dati climatici di Salamanca, Guanajuato (1991-2020) |
| Mesi                                                | Gen                                                 | Feb                                                 | Mar                                                 | Apr                                                 | Mag                                                 | Giu                                                 | Lug                                                 | Ago                                                 | Set                                                 | Ott                                                 | Nov                                                 | Dic                                                 | Anno                                                |
| --------------------------------------------------- | --------------------------------------------------- | --------------------------------------------------- | --------------------------------------------------- | --------------------------------------------------- | --------------------------------------------------- | --------------------------------------------------- | --------------------------------------------------- | --------------------------------------------------- | --------------------------------------------------- | --------------------------------------------------- | --------------------------------------------------- | --------------------------------------------------- | --------------------------------------------------- |
| Massima giornaliera media °C                        | 24,6                                                | 26,7                                                | 29,2                                                | 31,4                                                | 32,3                                                | 30,0                                                | 27,8                                                | 27,7                                                | 27,4                                                | 27,2                                                | 26,3                                                | 25,3                                                | 28,0                                                |
| Minima giornaliera media °C                         | 6,3                                                 | 8,0                                                 | 10,3                                                | 12,6                                                | 14,9                                                | 15,6                                                | 14,6                                                | 14,1                                                | 14,1                                                | 11,9                                                | 9,1                                                 | 7,0                                                 | 52,7                                                |
| Precipitazioni medie mm                             | 0,44                                                | 0,47                                                | 0,41                                                | 7,2                                                 | 31,1                                                | 135,8                                               | 185,0                                               | 142,7                                               | 127,0                                               | 44,1                                                | 0,39                                                | 0,22                                                | 722,2                                               |
| Fonte: Servicio Meteorológico Nacional              |                                                     |                                                     |                                                     |                                                     |                                                     |                                                     |                                                     |                                                     |                                                     |                                                     |                                                     |                                                     |                                                     |

## Demografia

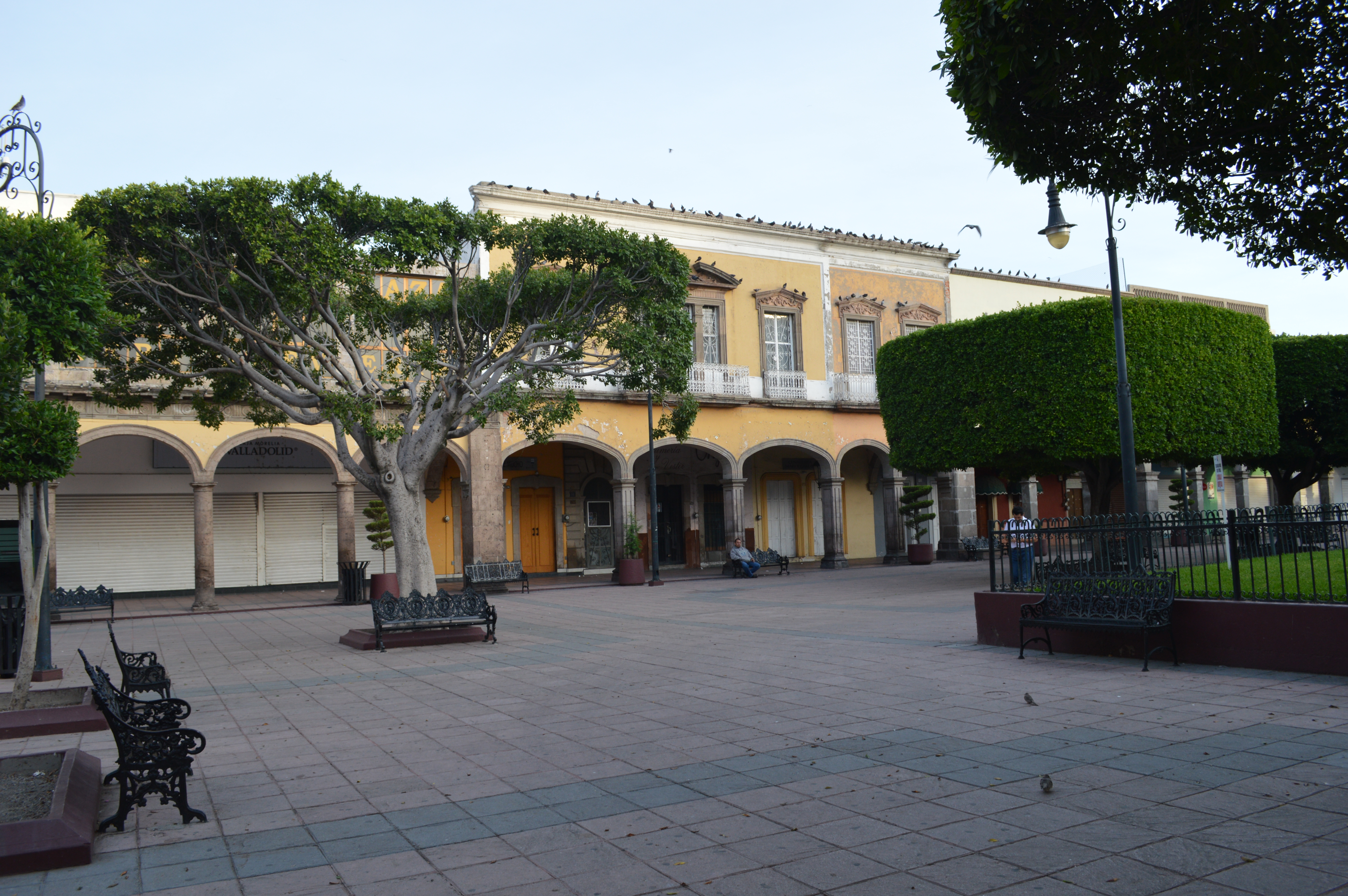
Jardín Constitución

Secondo il censimento sulla popolazione e le abitazioni del 2020, condotta dall'Istituto nazionale di geografia e statistica (INEGI), ha stabilito che la città di Salamanca ha una popolazione di 160.682 abitanti, il che la colloca al quarto posto tra le città più popolate di Guanajuato, dopo León, Irapuato e Celaya, rispettivamente, ed è la 92ª città più popolata del Messico.
| Anno | Abitanti | Variazione |
| ---- | -------- | ---------- |
| 1900 | 13 583   | —          |
| 1910 | 13 497   | −0.6 %     |
| 1921 | 9922     | −26.5 %    |
| 1930 | 12 178   | +22.7 %    |
| 1940 | 11 985   | −1.6 %     |
| 1950 | 20 586   | +71.8 %    |
| 1960 | 32 663   | +58.7 %    |
| 1970 | 61 039   | +86.9 %    |
| 1980 | 96 703   | +58.4 %    |
| 1990 | 123 190  | +27.4 %    |
| 2000 | 137 000  | +11.2 %    |
| 2010 | 160 169  | +16.9 %    |
| 2020 | 160 682  | +0.3 %     |

## Luoghi di interesse
A Salamanca molti edifici storici coloniali sono andati perduti nel corso degli ultimi 60 anni a causa dell'incuria dell'amministrazione comunale, nonostante questo, alcuni interessanti edifici in stile coloniale spagnolo si sono salvati:

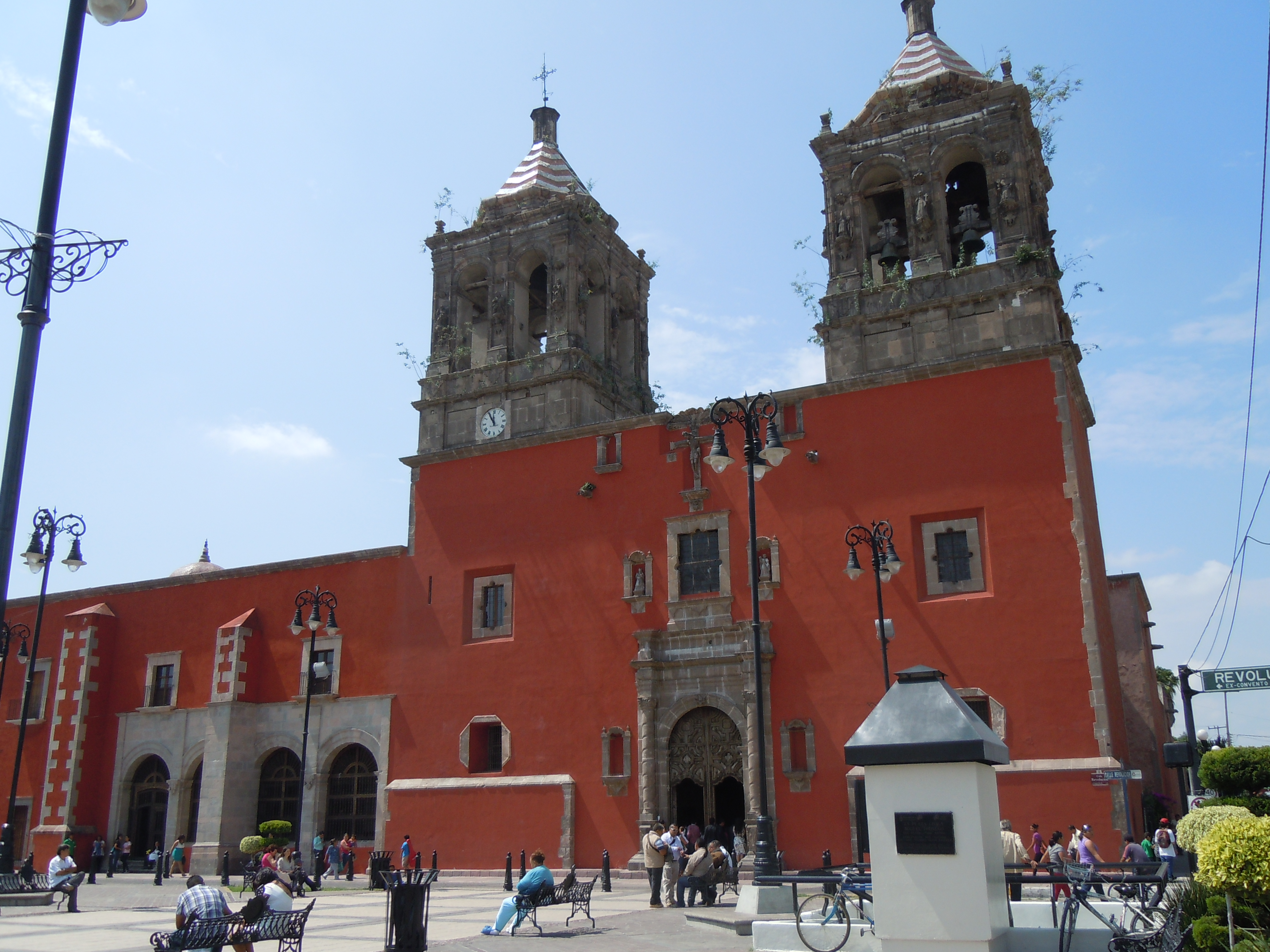
Templo de San Agustin

Templo de San Agustín. La costruzione di questa stupenda chiesa iniziò nel 1615 e fu completata il 6 dicembre 1706. Presenta undici pale d'altare in stile churrigueresco, scolpite in legno e rifinite in foglia d'oro zecchino, tra cui spiccano quelle dedicate a Sant'Anna e San Giuseppe. Quest'ultima misura circa 15 metri di altezza e 10 metri di larghezza e, tra gli altri dettagli, presenta 30 volti diversi. Sono presenti anche pale d'altare in stile barocco. Il suo pulpito è di origine orientale con intarsi in avorio e una elaborata decorazione sulla scaletta di accessi, ospita un organo monumentale. La chiesa si trova a pochi metri dal fiume Lerma ed è preceduta dalla Plaza Civica Miguel Hidalgo, che un tempo fungeva da atrio.
Plaza Hidalgo. Si tratta della piazza situata di fronte al Tempio di San Agustín, recentemente ristrutturata, in cui si trova un monumento dedicato a Miguel Hidalgo, oltre alle colonne dedicate agli illustri cittadini di Salamanca.

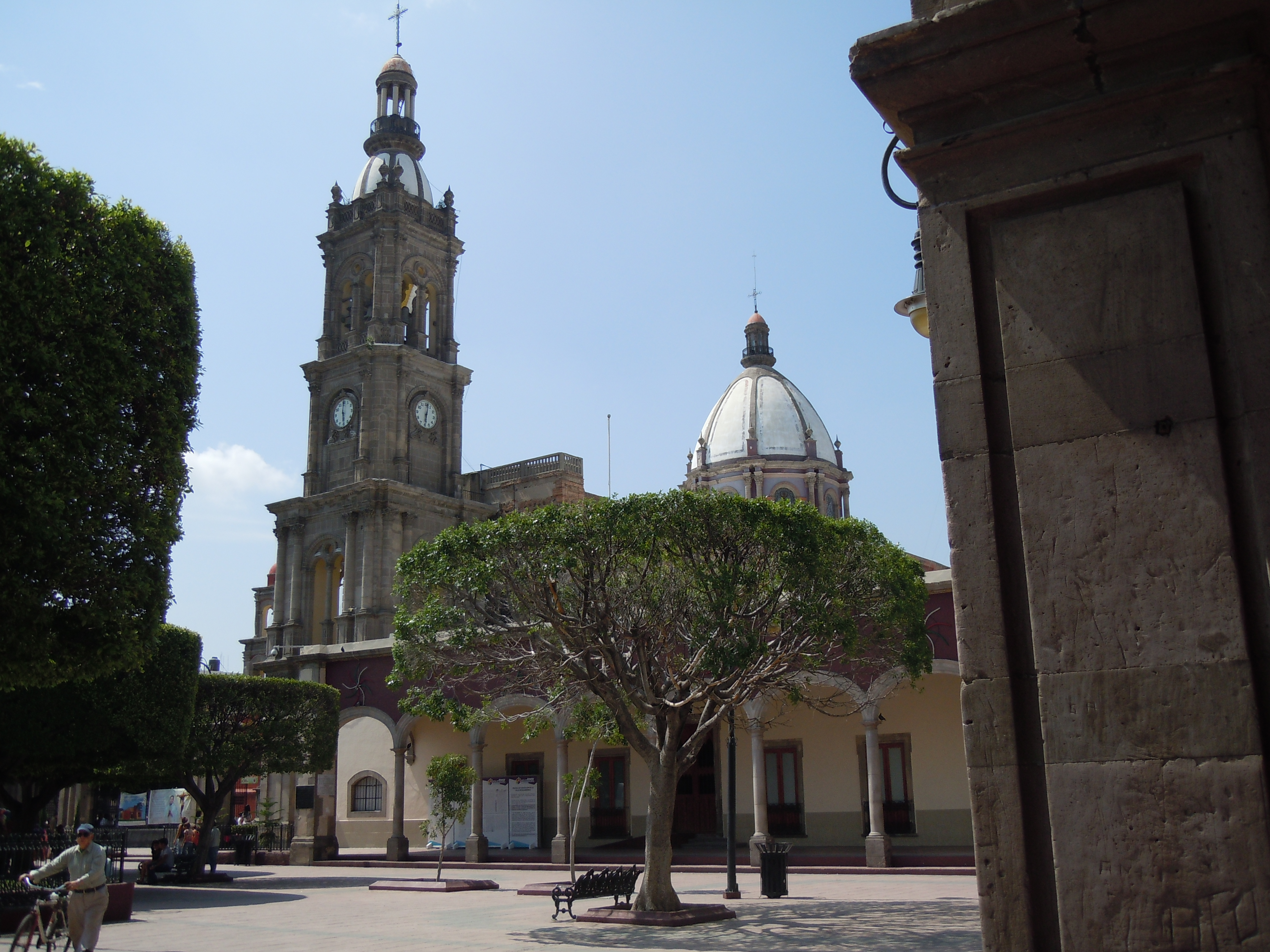
Templo del Señor del Hospital

Templo del Señor del Hospital. Edificio di ispirazione neoclassica del XX secolo, situato di fronte alla piazza principale, la cui facciata presenta un portico a quattro sezioni in stile nartece e un coronamento. L'altare maggiore ospita un'immagine prominente di un Cristo Nero, noto come El Señor del Hospital (Il Signore dell'Ospedale). È ospitato in una nicchia ad arco semicircolare circondata da colonne binate con capitelli compositi, che sostengono una trabeazione decorata con rilievi vegetali dorati. Sopra la trabeazione si trova un dipinto a olio della Vergine di Guadalupe, circondato da un grande arco interrotto da sculture di angeli, rilievi vegetali e geometrici e rosoni a mezzaluna. Le pareti dell'edificio presentano grandi dipinti a olio raffiguranti scene della Passione di Cristo, incorniciati da modanature dorate.
Parroquia Santa María de Nativitas. Costruitoa nella seconda metà del XVII secolo, si trova di fronte al Giardino della Natività. Presenta un portale a tre piani scolpito nella pietra; al primo piano si accede attraverso un arco a tutto sesto con chiave di volta a forma di aquila in rilievo e stipi laterali.
Ex convento de San Juan de Sahagún. Costruito nel 1750 l'edificio oggi è conosciuto come l'ex convento, l'interno è costituito da due chiostri.
Jardín Constitución. È la piazza principale della città, sulla quale si affaccia anche la Presidencia Municipal, circondata su tre lati da splendidi portici, tra cui il Portale Octavio Muñoz Ledo, il Portale della Corregidora e il Portale José Rojas Garcidueñas "El Bachiller", precedentemente noto come Portal de los Bravos.
Museo Hidalgo de Historia y Artesanía de Salamanca. Unico museo di Salamanca, conosciuto anche come Galleria del Bicentenario, fu fondata nel 1994 all'angolo tra Calle Juárez e Calle Albino García. Fu qui che il liberatore Padre Miguel Hidalgo y Costilla soggiornò durante il suo glorioso passaggio a Salamanca il 24, 25 e 26 settembre 1810. La galleria espone esempi dell'artigianato locale, nonché tutti i siti storici della città, sotto forma di figure di cera uniche nel loro genere.

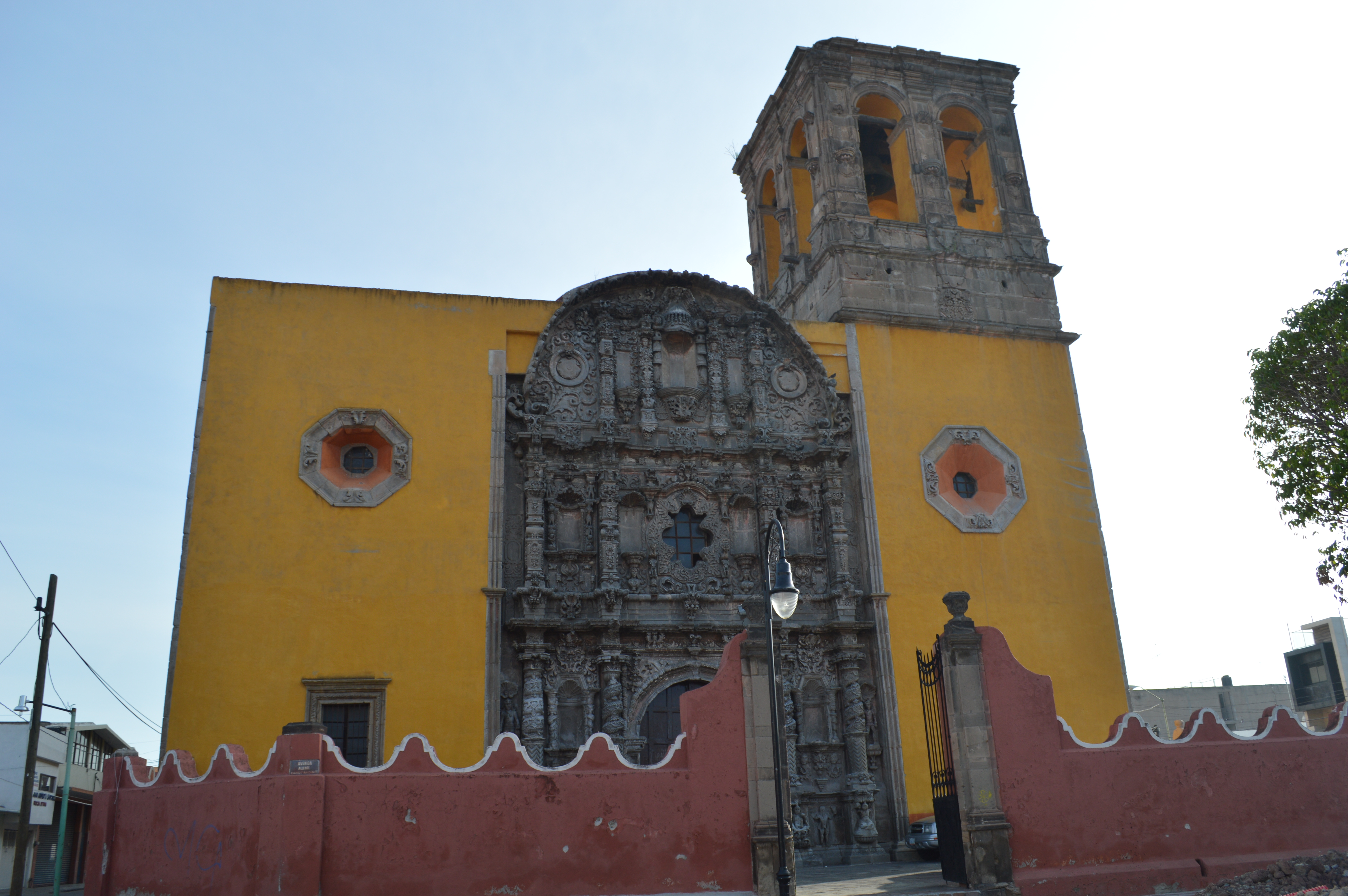
Parroquia Antigua

Antigua Parroquia de San Bartolomé Apóstol. (Parroquia Antigua) Situata di fronte alla Plaza de los Niños Héroes, l'interno presenta una pianta a croce latina, volte a botte, una cupola segmentale con lanterna su tamburo ottagonale e pale d'altare neoclassiche sulle pareti e sui transetti. L'altare maggiore presenta colonne con capitelli dorati; gli intercolumni laterali presentano nicchie ad arco a tutto sesto che ospitano sculture di Sant'Anna e San Gioacchino, e il portale in stile churrigueresco.
Parroquia de San Pedro Apóstol. Situata in Calle Arnulfo Delgado, fu eretta a parrocchia il 6 agosto 1875. Qui si venerano il Sacro Cuore di Gesù, la Beata Vergine Maria e San Pietro, il suo santo patrono, festeggiato il 29 giugno di ogni anno.
Parroquia de San Antonio Abad. Situata in Calle San Miguel de Allende 228, nel quartiere di Guanajuato, divenne parrocchia nel 1975 per decreto dell'Arcivescovo di Morelia. Originariamente dedicata alla Beata Vergine Addolorata, fu poi dedicata a Sant'Antonio Abate, che attualmente è il santo patrono della chiesa e si festeggia il 17 gennaio.
Centro de las Artes de Guanajuato. Situato nel chiostro principale dell'ex convento agostiniano Fray Juan de Sahagún a Salamanca, è stato il primo di una rete di sette spazi di formazione artistica promossi dal Governo federale, attraverso il Consiglio nazionale per la cultura e le arti, (CONACUTLA) in coordinamento con i governi statali e comunali.
Estación de Ferrocarril. Costruita nel 1880 la vecchia stazione di Salamanca si trova a poche centinaia di metri dal centro.
Il Mercado Municipal Tomasa Estevez è il principale mercato pubblico di generi alimentari, articoli per la casa, e souvenir della città.

## Gastronomia
La cucina di Salamanca è molto varia, dovuto al fatto che vicino alla città, sorge una raffineria di petrolio, che ha attratto persone da diversi stati del Messico, come Veracruz, Tamaulipas, Oaxaca e Città del Messico. Il suo piatto tipico è il "fiambre", composto da enchiladas, cecina (carne secca), pollo fritto, jicama marinata e zampetti di maiale marinati. alcuni di questi piatti vengono serviti il Giorno dei Morti. In questo giorno, è anche tradizione a Salamanca gustare dolci di pasta sfoglia preparati in speciali forni di terracotta.

## Tradizioni culturali
La città vanta una ricca produzione artigianale, soprattutto nel campo della cera: sculture in cera e cera a scaglie, bronzo e peltro. La vigilia di Natale, viene esposto il Presepe Monumentale di Salamanca. Le figure sono realizzate in cera da artigiani locali e sono esposte nel Centro Culturale. Ogni anno, da oltre 10 anni, si tiene il Festival Internazionale della Chitarra in diverse zone della città. Ospita anche il Centro de las Artes de Guanajuato, dove sono esposte collezioni di fotografie, dipinti e persino oggetti di personaggi locali famosi, con opere di artisti nazionali e internazionali. L'ingresso a questo centro culturale è completamente gratuito.

## Trasporti
Autostrade e strade federali: Salamanca è raggiungibile tramite l'autostrada Messico-Querétaro-Salamanca, oltre alla Panamericana n. 45. Esiste anche la strada federale n. 43 Salamanca-Morelia, che attraversa i comuni di Valle de Santiago, Uriangato, Moroleón e Cuitzeo, nonché la nuova autostrada a pedaggio Salamanca-Morelia 43D, che riduce i tempi di percorrenza e le distanze tra le due città, con grandi benefici per i residenti. Altre strade statali collegano il comune con la città di Guanajuato, Santa Cruz de Juventino Rosas e Pueblo Nuevo. L'autostrada a pedaggio León-Salamanca è stata inaugurata nel 2015.
Autobus urbani: La città ha circa 60 linee urbane che coprono il centro e i quartieri limitrofi. La tariffa è di 11 pesos messicani a tratta.
Autobus extra-urbani: Salamanca dispone di una Terminal de Autobuses situata a tre chilometri dal centro, vi sono partenze frequenti sia di prima che di seconda classe per Città del Messico, San Juan del Rio, Tepeji del Rio, Irapuato, Silao, León, Lagos de Moreno, Encarnación de Díaz, Aguascalientes e numerose altre.

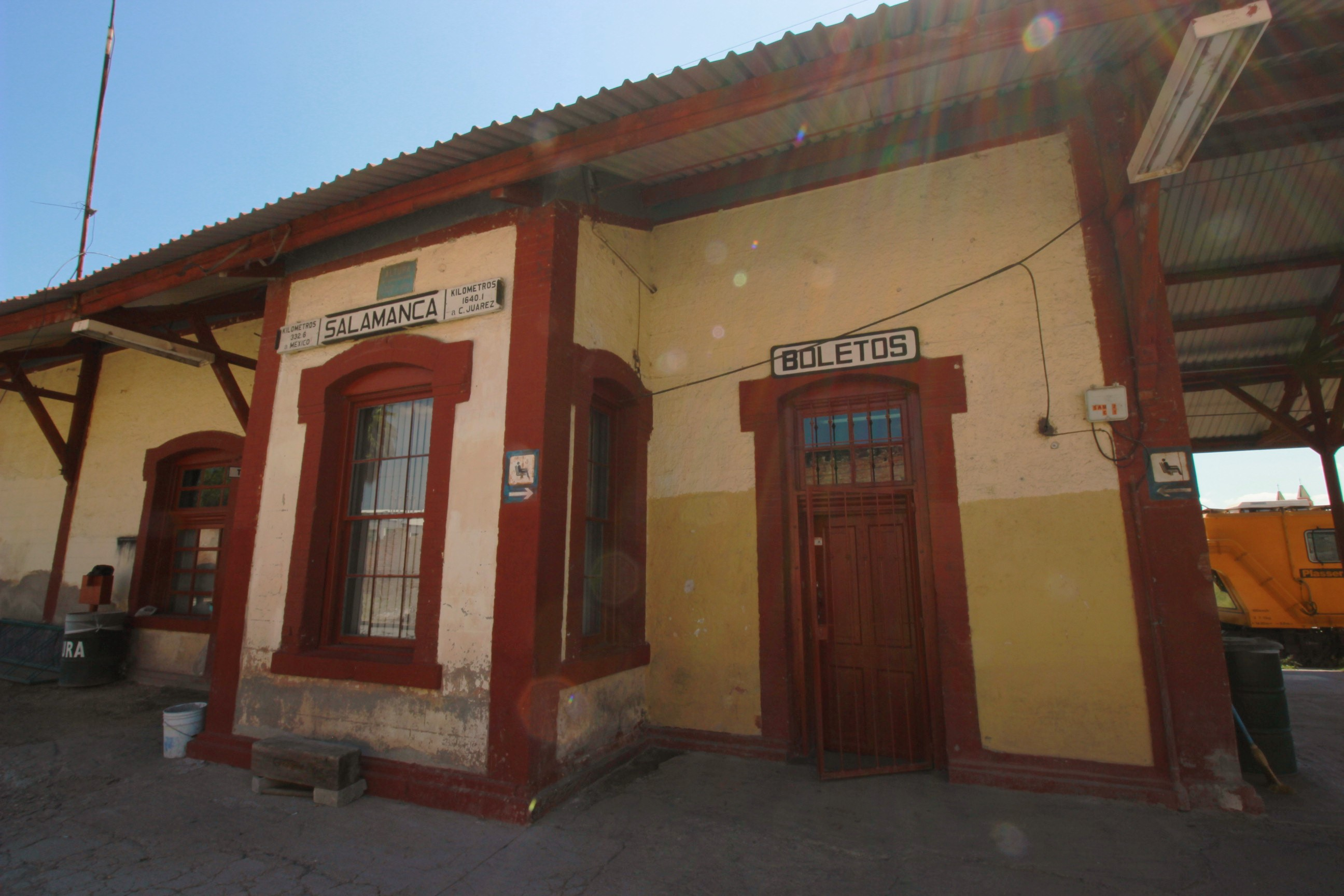
Stazione di Salamanca

Treno: Salamanca ha una stazione ferroviaria a poche centinaia di metri dal centro storico, dal 1999 non vi sono più treni passeggeri, ma solo merci, il traffico ferroviario è comunque molto sostenuto in quanto la stazione si trova sulle linee Mexico-Guadalajara e Mexico-Ciudad Juarez.
Aereo: Salamanca non ha un suo aeroporto, il più vicino è l'aeropuerto del Bajío (Codice IATA: BJX) di Guanajuato, situato nel comune di Silao, a circa 45 minuti dalla città, serve l'intera regione centrale dello stato di Guanajuato, i voli nazionali più frequenti vanno a Città del Messico, Cancún, Puerto Vallarta, Mexicali, Monterrey, San José del Cabo e Tijuana, mentre i voli internazionali sono solo verso gli Stati Uniti: Atlanta (Georgia), Chicago (Illinois), Dallas (Texas), Houston (Texas), San Antonio (Texas), Los Ángeles (California), Oakland (California), Sacramento (California), San José (California).